# هوف-دلند تی‌ای-۲
هوف-دلند تی‌ای-۲ (به انگلیسی: Huff-Daland_TA-2) یک هواگرد ملخ‌پیشین تک‌موتوره از نوع هواگرد آموزشی ساخت شرکت Huff-Daland است. در مجموع، تعداد ۳ فروند از این هواگرد ساخته شده‌است.